# Chorizanthe howellii
Chorizanthe howellii är en slideväxtart som beskrevs av George Jones Goodman. Chorizanthe howellii ingår i släktet Chorizanthe och familjen slideväxter. Inga underarter finns listade i Catalogue of Life.